# William Dickinson (MP)
William Dickinson (1771-1837) foi um político inglês, membro do parlamento britânico de 1796 a 1831.
Dickinson entrou na Câmara dos Comuns em 1796 por Ilchester, como um apoiante de William Pitt, o Novo. Ele defendeu Lostwithiel em 1802 e foi um Senhor do Almirantado no período de 1804 a 1806. Em 1806 foi eleito por Somerset, cadeira que ocupou até 1831, e transferiu o seu apoio geral para a oposição Whig. Ele veio-se opor à emancipação católica.